# Kluisbos (Kluisbergen)
Het Kluisbos is een natuurgebied, deels domeinbos en deels openbaar bos, in de Vlaamse Ardennen in Zuid-Oost-Vlaanderen en het Pays des Collines in Henegouwen (België). Het Kluisbos is een reliëfrijk bos en ligt op de flank van de getuigenheuvel De Kluisberg. Het is ongeveer 300 hectare groot. Het Vlaamse deel is 200 hectare groot en ligt op het grondgebied van de gemeente Kluisbergen (deelgemeenten Ruien en Kwaremont). Het Waalse deel (Bois de l'Enclus) is 100 hectare groot en ligt op het grondgebied van de deelgemeenten: Rozenaken, Orroir en Amougies in de streek Pays des Collines. Het Vlaamse deel van het bos wordt beheerd door de overheidsdienst Agentschap voor Natuur en Bos. Sinds 2006 is een 50 hectare groot deel aangemerkt als bosreservaat.

## Natura 2000
Het bos is aangewezen als Europees Natura 2000-gebied als deel van de Bossen van de Vlaamse Ardennen en andere Zuid-Vlaamse bossen (BE230007) en maakt deel uit van het Vlaams Ecologisch Netwerk. Het Bois de l'Enclus aan de Henegouwse kant is Europees beschermd als deel van Natura 2000-gebied 'Pays des Collines' (BE32003). Binnen de Europese natuurdoelstellingen wordt op termijn 350 hectare extra bos gecreëerd in de Vlaamse Ardennen; het Kluisbos wordt via Beiaardbos, Fonteinbos en Ingelbos, Hotond-Scherpenberg, Kuitholbos en Spijkerbos verbonden met het Koppenbergbos.

## Fauna
In het reservaatgedeelte blijven omgewaaide bomen liggen. Ze vormen een schuilplek voor insecten zoals de grote loopkever. Die vormen op hun beurt voedsel voor de vele vogels in het bos zoals glanskop, kuifmees, zwarte mees, goudhaan, grauwe vliegenvanger en bosuil, buizerd en wespendief. Bronbeken en enkele poelen vormen een trekpleister voor veel dieren, zoals de vuursalamander en de gewone bronlibel.

## Flora
De meeste bomen werden aangeplant na de Eerste Wereldoorlog met Beiers plantgoed. Hoewel beuk prominent aanwezig is, zijn er ook andere soorten in dit gemengde bos zoals eik, esdoorn, berk en tamme kastanjes. Langs de ravijnen in de snelstromende beekvalleitjes komt essenbronbos voor met es, els, hazelaar, Gelderse roos en gewone vogelkers. In het voorjaar bloeit er wilde hyacint in het Kluisbos. Verder komen onder andere ook bosanemoon, gele dovenetel, schedegeelster, witte klaverzuring en kleine maagdenpalm er voor. Vooral in het bosreservaat komen paddenstoelen voor als waaiertje, stobbezwam, knolparasolzwam en tonderzwam.

## Bezienswaardigheden
In het Kluisbos staan 'Peetje en Meetje'. Dit zijn twee grote ijzerzandstenen. Het verhaal gaat dat dit een offertafel van Keltische druïden was. De vierschaar sprak er ten tijde van Karel de Grote recht. In het bos bevindt zich ook een grafheuvel. De Liefdesbron is een van de plekken in het bos waar bronwater aan de oppervlakte komt. Een andere bezienswaardigheid is de Toren. Hier zouden bosgeuzen vroeger het volk toegesproken hebben om het protestantisme te verkondigen. De katholieke overheid maakte fel jacht op deze opstandelingen, vandaar dat ze zich op moeilijk toegankelijke plekken, zoals in het Kluisbos, schuil hielden. Later zou de toren gebruikt zijn als uitkijkpost door het leger van Napoleon Bonaparte.

## Natuurbeleving
Het Kluisbos is vrij toegankelijk op de wandelpaden die het natuurgebied doorkruisen. De Streek-GR Vlaamse Ardennen, de GR122, GR5A, Wandelroute E2, de LF Heuvelroute en het wandelnetwerk 'Vlaamse Ardennen' doen het bos aan.

## Afbeeldingen

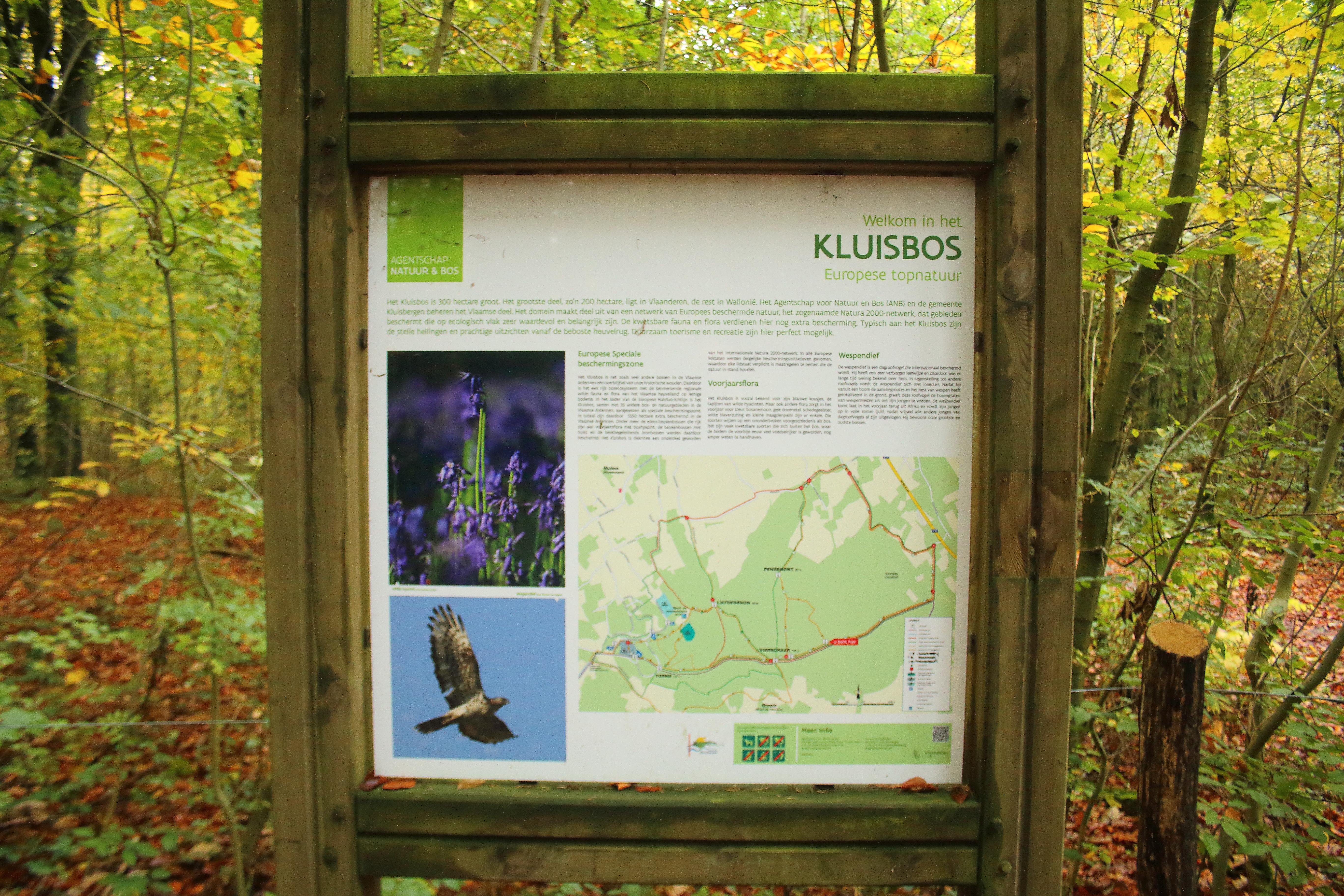
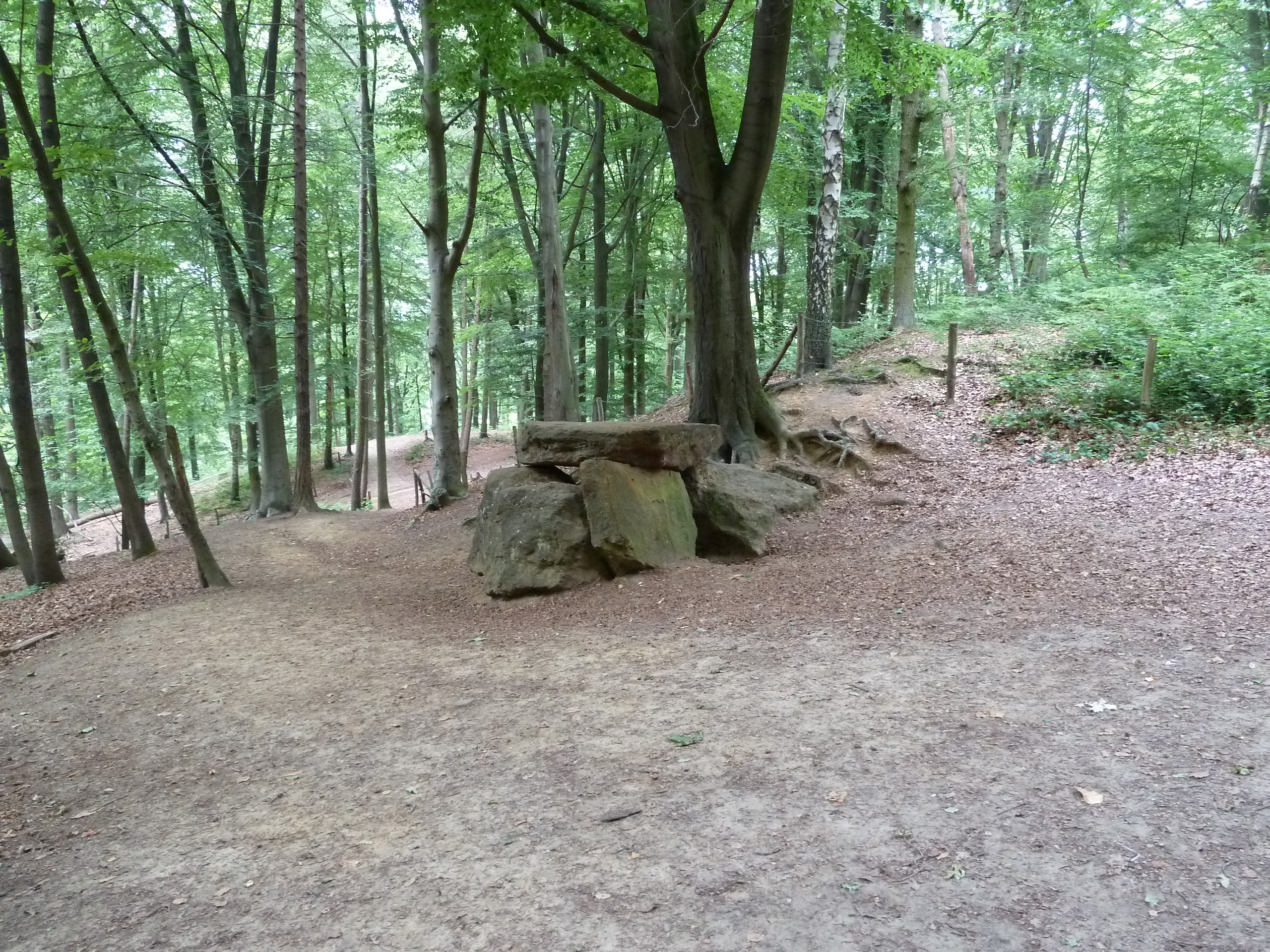
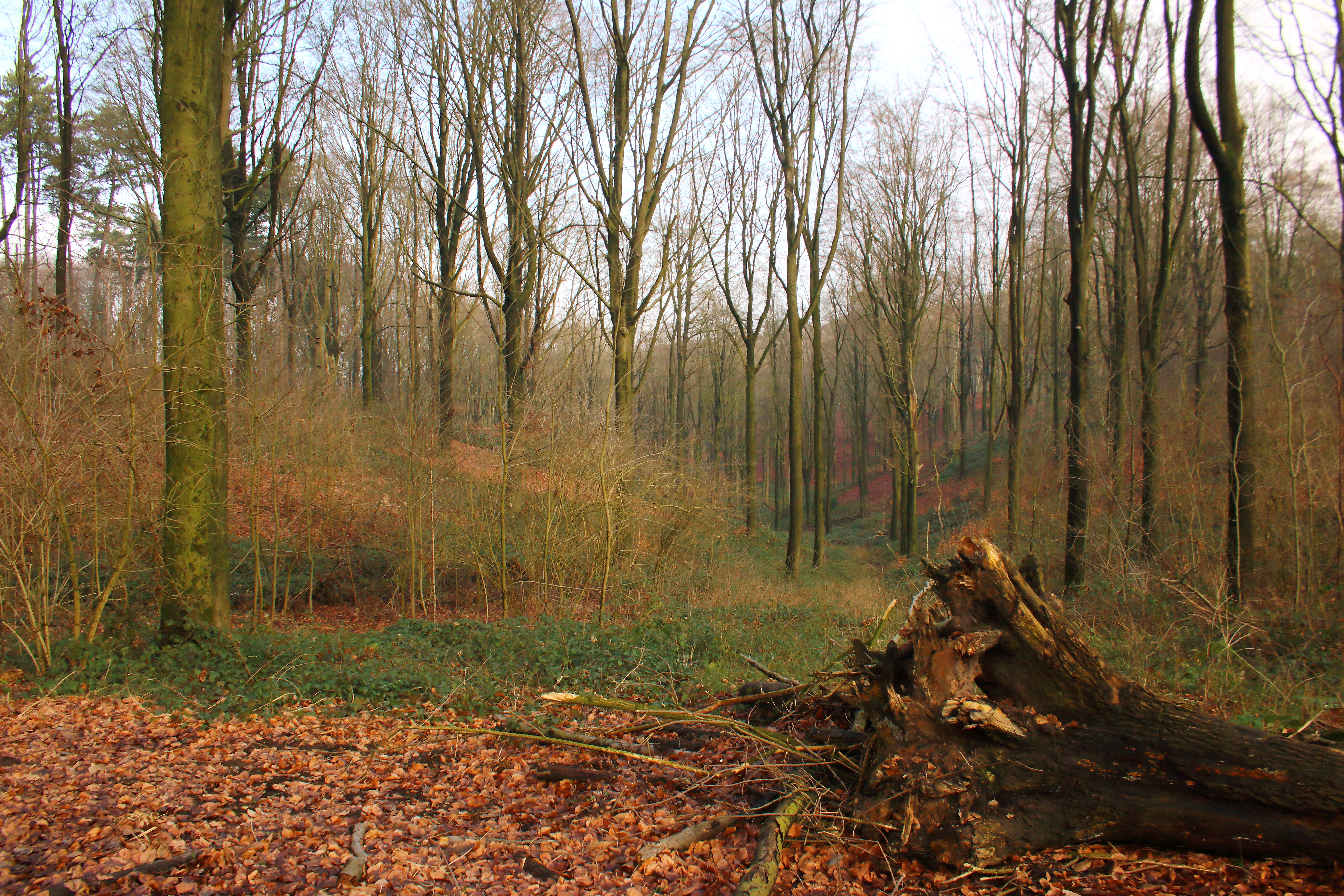